# Светски куп у алпском скијању 2010/11.
Четрдесет пета сезона Светског купа у алпском скијању почела је 23. октобра 2010. у Зелдену у Аустрији а завршена је 20. марта 2011. у Ленцерхајдеу у Швајцарској.
С обзиром да је у питању непарна година направљена је пауза због Светског првенства у алпском скијању, које је одржано од 8. до 20. фебруара у Гармиш-Партенкирхену у Немачкој.
Победници у укупном поретку у овој сезони били су Ивица Костелић из Хрватске и Марија Риш из Немачке.

## Распоред такмичења

### Легенда
| СП | Спуст            |
| СВ | Супервелеслалом  |
| ВС | Велеслалом       |
| СЛ | Слалом           |
| П  | Паралелни слалом |
| К  | Комбинација      |
| СК | Суперкомбинација |
| ЕК | Екипно такмичење |

### Мушкарци
| Датум                       | Место               | Дисциплина                          | Првопласирани                                                             | Другопласирани                                                            | Трећепласирани                                                            | Детаљи                                                                    |
| --------------------------- | ------------------- | ----------------------------------- | ------------------------------------------------------------------------- | ------------------------------------------------------------------------- | ------------------------------------------------------------------------- | ------------------------------------------------------------------------- |
| 24. октобар 2010.           | Зелден              | ВС                                  | отказано после прве вожње због магле и ветра; такмичење неће бити одржано | отказано после прве вожње због магле и ветра; такмичење неће бити одржано | отказано после прве вожње због магле и ветра; такмичење неће бити одржано | отказано после прве вожње због магле и ветра; такмичење неће бити одржано |
| 14. новембар 2010.          | Леви                | СЛ                                  | Жан-Батист Гранж                                                          | Андре Мирер                                                               | Ивица Костелић                                                            |                                                                           |
| 27. новембар 2010.          | Лејк Луиз           | СП                                  | Михаел Валхофер                                                           | Марио Шајбер Аксел Лунд Свиндал                                           |                                                                           |                                                                           |
| 28. новембар 2010.          | Лејк Луиз           | СВ                                  | Тобијас Гриненфелдер                                                      | Карло Јанка                                                               | Ромед Бауман                                                              |                                                                           |
| 3. децембар 2010.           | Бивер Крик          | СП                                  | отказано због јаког ветра; померено за 11. март у Квитфјелу               | отказано због јаког ветра; померено за 11. март у Квитфјелу               | отказано због јаког ветра; померено за 11. март у Квитфјелу               | отказано због јаког ветра; померено за 11. март у Квитфјелу               |
| 4. децембар 2010.           | Бивер Крик          | СВ                                  | Георг Штрајтбергер                                                        | Адријен Тео                                                               | Дидје Киш                                                                 |                                                                           |
| 5. децембар 2010.           | Бивер Крик          | ВС                                  | Тед Лигети                                                                | Ћетил Јансруд                                                             | Марсел Хиршер                                                             |                                                                           |
| 11. децембар 2010.          | Вал д'Изер          | ВС                                  | Тед Лигети                                                                | Аксел Лунд Свиндал                                                        | Масимилијано Блардоне                                                     |                                                                           |
| 12. децембар 2010.          | Вал д'Изер          | СЛ                                  | Марсел Хиршер                                                             | Бенјамин Рајх                                                             | Стив Мисије                                                               |                                                                           |
| 17. децембар 2010.          | Вал Гардена         | СВ                                  | Михаел Валхофер                                                           | Штефан Кеплер                                                             | Ерик Геј                                                                  |                                                                           |
| 18. децембар 2010.          | Вал Гардена         | СП                                  | Силван Цурбриген                                                          | Ромед Бауман                                                              | Дидје Киш                                                                 |                                                                           |
| 19. децембар 2010.          | Алта Бадија         | ВС                                  | Тед Лигети                                                                | Сипријен Ришар                                                            | Тома Фанара                                                               |                                                                           |
| 29. децембар 2010.          | Бормио              | СП                                  | Михаел Валхофер                                                           | Силван Цурбриген                                                          | Кристоф Инерхофер                                                         |                                                                           |
| 2. јануар 2011.             | Минхен              | П                                   | Ивица Костелић                                                            | Жилијен Лизеру                                                            | Боди Милер                                                                |                                                                           |
| 6. јануар 2011.             | Загреб              | СЛ                                  | Андре Мирер                                                               | Ивица Костелић                                                            | Матијас Харгин                                                            |                                                                           |
| 8. јануар 2011.             | Аделбоден           | ВС                                  | Сипријен Ришар Аксел Лунд Свиндал                                         |                                                                           | Тома Фанара                                                               |                                                                           |
| 9. јануар 2011.             | Аделбоден           | СЛ                                  | Ивица Костелић                                                            | Марсел Хиршер                                                             | Рајнфрид Хербст                                                           |                                                                           |
| 14. јануар 2011.            | Венген              | СК                                  | Ивица Костелић                                                            | Карло Јанка                                                               | Аксел Лунд Свиндал                                                        |                                                                           |
| 15. јануар 2011.            | Венген              | СП                                  | Клаус Крел                                                                | Дидје Киш                                                                 | Карло Јанка                                                               |                                                                           |
| 16. јануар 2011.            | Венген              | СЛ                                  | Ивица Костелић                                                            | Марсел Хиршер                                                             | Жан-Батист Гранж                                                          |                                                                           |
| 21. јануар 2011.            | Кицбил              | СВ                                  | Ивица Костелић                                                            | Георг Штрајтбергер                                                        | Аксел Лунд Свиндал                                                        |                                                                           |
| 22. јануар 2011.            | Кицбил              | СП                                  | Дидје Киш                                                                 | Боди Милер                                                                | Адријен Тео                                                               |                                                                           |
| 23. јануар 2011.            | Кицбил              | СЛ                                  | Жан-Батист Гранж                                                          | Ивица Костелић                                                            | Ђулијано Рацоли                                                           |                                                                           |
| 23. јануар 2011.            | Кицбил              | К                                   | Ивица Костелић                                                            | Силван Цурбриген                                                          | Ромед Бауман                                                              |                                                                           |
| 25. јануар 2011.            | Шладминг            | СЛ                                  | Жан-Батист Гранж                                                          | Андре Мирер                                                               | Матијас Харгин                                                            |                                                                           |
| 29. јануар 2011.            | Шамони              | СП                                  | Дидје Киш                                                                 | Доминик Парис                                                             | Клаус Крел                                                                |                                                                           |
| 30. јануар 2011.            | Шамони              | СК                                  | Ивица Костелић                                                            | Натко Зрнчић-Дим                                                          | Аксел Лунд Свиндал                                                        |                                                                           |
| 5. фебруар 2011.            | Хинтерштодер        | СВ                                  | Ханес Рајхелт                                                             | Бенјамин Рајх                                                             | Боди Милер                                                                |                                                                           |
| 6. фебруар 2011.            | Хинтерштодер        | ВС                                  | Филип Шергхофер                                                           | Ћетил Јансруд                                                             | Карло Јанка                                                               |                                                                           |
| од 8. до 20. фебруара 2011. | Гармиш-Партенкирхен | Светско првенство у алпском скијању | Светско првенство у алпском скијању                                       | Светско првенство у алпском скијању                                       | Светско првенство у алпском скијању                                       | Светско првенство у алпском скијању                                       |
| 26. фебруар 2011.           | Банско              | СК                                  | Кристоф Инерхофер                                                         | Феликс Нојројтер                                                          | Томас Мермијо Блонден                                                     |                                                                           |
| 27. фебруар 2011.           | Банско              | СЛ                                  | Марио Мат                                                                 | Рајнфрид Хербст                                                           | Жан-Батист Гранж                                                          |                                                                           |
| 5. март 2011.               | Крањска Гора        | ВС                                  | Карло Јанка                                                               | Алекси Пентиро                                                            | Тед Лигети                                                                |                                                                           |
| 6. март 2011.               | Крањска Гора        | СЛ                                  | Марио Мат                                                                 | Нолан Каспер Аксел Бек                                                    |                                                                           |                                                                           |
| 11. март 2011.              | Квитфјел            | СП                                  | Беат Фојц                                                                 | Ерик Геј                                                                  | Михаел Валхофер                                                           |                                                                           |
| 12. март 2011.              | Квитфјел            | СП                                  | Михаел Валхофер                                                           | Клаус Крел                                                                | Беат Фојц                                                                 |                                                                           |
| 13. март 2011.              | Квитфјел            | СВ                                  | Дидје Киш                                                                 | Клаус Крел                                                                | Јоахим Пухнер                                                             |                                                                           |
| 16. март 2011.              | Ленцерхајде         | СП                                  | Адријен Тео                                                               | Јоахим Пухнер                                                             | Аксел Лунд Свиндал                                                        |                                                                           |
| 17. март 2011.              | Ленцерхајде         | СВ                                  | отказано због кише; такмичење неће бити одржано                           | отказано због кише; такмичење неће бити одржано                           | отказано због кише; такмичење неће бити одржано                           | отказано због кише; такмичење неће бити одржано                           |
| 18. март 2011.              | Ленцерхајде         | ВС                                  | отказано; такмичење неће бити одржано                                     | отказано; такмичење неће бити одржано                                     | отказано; такмичење неће бити одржано                                     | отказано; такмичење неће бити одржано                                     |
| 19. март 2011.              | Ленцерхајде         | СЛ                                  | Ђулијано Рацоли                                                           | Марио Мат                                                                 | Аксел Лунд Свиндал                                                        |                                                                           |

### Жене
| Датум                       | Место               | Дисциплина                          | Првопласирани                                                                      | Другопласирани                                                                     | Трећепласирани                                                                     | Детаљи                                                                             |
| --------------------------- | ------------------- | ----------------------------------- | ---------------------------------------------------------------------------------- | ---------------------------------------------------------------------------------- | ---------------------------------------------------------------------------------- | ---------------------------------------------------------------------------------- |
| 23. октобар 2010.           | Зелден              | ВС                                  | Викторија Ребензбург                                                               | Катрин Хелцл                                                                       | Мануела Мелг                                                                       |                                                                                    |
| 13. новембар 2010.          | Леви                | СЛ                                  | Марлис Шилд                                                                        | Марија Риш                                                                         | Танја Поутијајнен                                                                  |                                                                                    |
| 27. новембар 2010.          | Аспен               | ВС                                  | Теса Ворли                                                                         | Викторија Ребензбург                                                               | Катрин Хелцл                                                                       |                                                                                    |
| 28. новембар 2010.          | Аспен               | СЛ                                  | Марија Пијетиле Холмнер                                                            | Марија Риш                                                                         | Танја Поутијајнен                                                                  |                                                                                    |
| 3. децембар 2010.           | Лејк Луиз           | СП                                  | Марија Риш                                                                         | Линдси Вон                                                                         | Елизабет Гергл                                                                     |                                                                                    |
| 4. децембар 2010.           | Лејк Луиз           | СП                                  | Марија Риш                                                                         | Линдси Вон                                                                         | Доминик Гизин                                                                      |                                                                                    |
| 5. децембар 2010.           | Лејк Луиз           | СВ                                  | Линдси Вон                                                                         | Марија Риш                                                                         | Џулија Манкусо                                                                     |                                                                                    |
| 11. децембар 2010.          | Санкт Мориц         | СВ                                  | отказано током прве вожње због јаког ветра; померено за 17. децембар у Вал д'Изеру | отказано током прве вожње због јаког ветра; померено за 17. децембар у Вал д'Изеру | отказано током прве вожње због јаког ветра; померено за 17. децембар у Вал д'Изеру | отказано током прве вожње због јаког ветра; померено за 17. децембар у Вал д'Изеру |
| 12. децембар 2010.          | Санкт Мориц         | ВС                                  | Теса Ворли                                                                         | Танја Поутијајнен                                                                  | Тина Мазе                                                                          |                                                                                    |
| 17. децембар 2010.          | Вал д'Изер          | СВ                                  | отказано због јаког снега; померено за 21. јануар у Кортини д'Ампецо               | отказано због јаког снега; померено за 21. јануар у Кортини д'Ампецо               | отказано због јаког снега; померено за 21. јануар у Кортини д'Ампецо               | отказано због јаког снега; померено за 21. јануар у Кортини д'Ампецо               |
| 18. децембар 2010.          | Вал д'Изер          | СП                                  | Линдси Вон                                                                         | Нађа Камер                                                                         | Лара Гут                                                                           |                                                                                    |
| 19. децембар 2010.          | Вал д'Изер          | СК                                  | Линдси Вон                                                                         | Елизабет Гергл                                                                     | Никол Хосп                                                                         |                                                                                    |
| 21. децембар 2010.          | Куршевел            | СЛ                                  | Марлис Шилд                                                                        | Танја Поутијајнен                                                                  | Тина Мазе                                                                          |                                                                                    |
| 28. децембар 2010.          | Семеринг            | ВС                                  | Теса Ворли                                                                         | Марија Риш                                                                         | Катрин Хелцл                                                                       |                                                                                    |
| 29. децембар 2010.          | Семеринг            | СЛ                                  | Марлис Шилд                                                                        | Марија Риш                                                                         | Кристина Гајгер                                                                    |                                                                                    |
| 2. јануар 2011.             | Минхен              | П                                   | Марија Пијетиле Холмнер                                                            | Тина Мазе                                                                          | Елизабет Гергл                                                                     |                                                                                    |
| 4. јануар 2011.             | Загреб              | СЛ                                  | Марлис Шилд                                                                        | Марија Риш                                                                         | Мануела Мелг                                                                       |                                                                                    |
| 8. јануар 2011.             | Цаухензе            | СП                                  | Линдси Вон                                                                         | Анја Персон                                                                        | Ана Фенингер                                                                       |                                                                                    |
| 9. јануар 2011.             | Цаухензе            | СВ                                  | Лара Гут                                                                           | Линдси Вон                                                                         | Доминик Гизин                                                                      |                                                                                    |
| 11. јануар 2011.            | Флахау              | СЛ                                  | Марија Риш Танја Поутијајнен                                                       |                                                                                    | Настазија Ноен                                                                     |                                                                                    |
| 15. јануар 2011.            | Марибор             | ВС                                  | отказано током прве вожње због топлог времена; такмичење није одржано              | отказано током прве вожње због топлог времена; такмичење није одржано              | отказано током прве вожње због топлог времена; такмичење није одржано              | отказано током прве вожње због топлог времена; такмичење није одржано              |
| 16. јануар 2011.            | Марибор             | СЛ                                  | отказано због топлог времена; такмичење неће бити одржано                          | отказано због топлог времена; такмичење неће бити одржано                          | отказано због топлог времена; такмичење неће бити одржано                          | отказано због топлог времена; такмичење неће бити одржано                          |
| 21. јануар 2011.            | Кортина д'Ампецо    | СВ                                  | Линдси Вон                                                                         | Анја Персон                                                                        | Ана Фенингер                                                                       |                                                                                    |
| 22. јануар 2011.            | Кортина д'Ампецо    | СП                                  | Марија Риш                                                                         | Џулија Манкусо                                                                     | Линдси Вон                                                                         |                                                                                    |
| 23. јануар 2011.            | Кортина д'Ампецо    | СВ                                  | Линдси Вон                                                                         | Марија Риш                                                                         | Лара Гут                                                                           |                                                                                    |
| 29. јануар 2011.            | Сестријере          | СП                                  | отказано због магле; померено за 30. јануар                                        | отказано због магле; померено за 30. јануар                                        | отказано због магле; померено за 30. јануар                                        | отказано због магле; померено за 30. јануар                                        |
| 30. јануар 2011.            | Сестријере          | СП                                  | отказано због јаких падавина; такмичење неће бити одржано                          | отказано због јаких падавина; такмичење неће бити одржано                          | отказано због јаких падавина; такмичење неће бити одржано                          | отказано због јаких падавина; такмичење неће бити одржано                          |
| 31. јануар 2011.            | Сестријере          | СК                                  | отказано због јаког снега; померено за 4. март у Тарвизији                         | отказано због јаког снега; померено за 4. март у Тарвизији                         | отказано због јаког снега; померено за 4. март у Тарвизији                         | отказано због јаког снега; померено за 4. март у Тарвизији                         |
| 4. фебруар 2011.            | Цвизел              | СЛ                                  | Марлис Шилд                                                                        | Вероника Зузулова                                                                  | Танја Поутијајнен                                                                  |                                                                                    |
| 5. фебруар 2011.            | Цвизел              | ВС                                  | отказано због јаког ветра и слабе видљивости; померено за 6. фебруар.              | отказано због јаког ветра и слабе видљивости; померено за 6. фебруар.              | отказано због јаког ветра и слабе видљивости; померено за 6. фебруар.              | отказано због јаког ветра и слабе видљивости; померено за 6. фебруар.              |
| 6. фебруар 2011.            | Цвизел              | ВС                                  | Викторија Ребензбург                                                               | Федерика Брињоне                                                                   | Катрин Цетел                                                                       |                                                                                    |
| од 8. до 20. фебруара 2011. | Гармиш-Партенкирхен | Светско првенство у алпском скијању | Светско првенство у алпском скијању                                                | Светско првенство у алпском скијању                                                | Светско првенство у алпском скијању                                                | Светско првенство у алпском скијању                                                |
| 25. фебруар 2011.           | Оре                 | СК                                  | Марија Риш                                                                         | Тина Мазе                                                                          | Елизабет Гергл                                                                     |                                                                                    |
| 26. фебруар 2011.           | Оре                 | СП                                  | Линдси Вон                                                                         | Тина Мазе                                                                          | Марија Риш                                                                         |                                                                                    |
| 27. фебруар 2011.           | Оре                 | СВ                                  | Марија Риш                                                                         | Линдси Вон                                                                         | Џулија Манкусо                                                                     |                                                                                    |
| 4. март 2011.               | Тарвизио            | СК                                  | Тина Мазе                                                                          | Линдси Вон                                                                         | Марија Риш                                                                         |                                                                                    |
| 5. март 2011.               | Тарвизио            | СП                                  | Анја Персон                                                                        | Линдси Вон                                                                         | Елизабет Гергл                                                                     |                                                                                    |
| 6. март 2011.               | Тарвизио            | СВ                                  | Линдси Вон                                                                         | Џулија Манкусо                                                                     | Марија Риш                                                                         |                                                                                    |
| 11. март 2011.              | Шпиндлерув Млин     | ВС                                  | Викторија Ребензбург                                                               | Дениз Карбон                                                                       | Линдси Вон                                                                         |                                                                                    |
| 12. март 2011.              | Шпиндлерув Млин     | СЛ                                  | Марлис Шилд                                                                        | Катрин Цетел                                                                       | Тина Мазе                                                                          |                                                                                    |
| 16. март 2011.              | Ленцерхајде         | СП                                  | Џулија Манкусо                                                                     | Лара Гут                                                                           | Елизабет Гергл                                                                     |                                                                                    |
| 17. март 2011.              | Ленцерхајде         | СВ                                  | отказано због кише; такмичење није одржано                                         | отказано због кише; такмичење није одржано                                         | отказано због кише; такмичење није одржано                                         | отказано због кише; такмичење није одржано                                         |
| 18. март 2011.              | Ленцерхајде         | СЛ                                  | Тина Мазе                                                                          | Марлис Шилд                                                                        | Вероника Зузулова                                                                  |                                                                                    |
| 19. март 2011.              | Ленцерхајде         | ВС                                  | отказано због лошег времена; такмичење није одржано                                | отказано због лошег времена; такмичење није одржано                                | отказано због лошег времена; такмичење није одржано                                | отказано због лошег времена; такмичење није одржано                                |

### Екипно такмичење
| Датум          | Место                   | Дисциплина | Првопласирани                                                                                             | Другопласирани | Трећепласирани                                                                                                | Детаљи |
| -------------- | ----------------------- | ---------- | --- | --- | --- | ------ |
| 20. март 2011. | Ленцерхајде, Швајцарска | ЕТ         | Немачка · Викторија Ребензбург · Марија Риш · Сузане Риш · Фриц Допфер · Штефан Кеплер · Феликс Нојројтер | Италија · Федерика Брињоне · Ђулија Ђанесини · Дениз Карбон · Кристијан Девиле · Манфред Мелг · Ђулијано Рацоли · | Аустрија · Ана Фенингер · Елизабет Гергл · Михаела Кирхгасер · Ромед Бауман · Ханес Рајхелт · Филип Шергхофер |        |

## Поредак – мушкарци
| Поз. | Такмичар           | Број бодова |
| ---- | ------------------ | ----------- |
| 1.   | Ивица Костелић     | 1356        |
| 2.   | Дидје Киш          | 956         |
| 3.   | Карло Јанка        | 793         |
| 4.   | Аксел Лунд Свиндал | 789         |
| 5.   | Михаел Валхофер    | 727         |

| Поз. | Такмичар         | Број бодова |
| ---- | ---------------- | ----------- |
| 1.   | Дидје Киш        | 510         |
| 2.   | Михаел Валхофер  | 498         |
| 3.   | Клаус Крел       | 411         |
| 4.   | Силван Цурбриген | 305         |
| 5.   | Ромед Бауман     | 269         |

| Поз. | Такмичар           | Број бодова |
| ---- | ------------------ | ----------- |
| 1.   | Дидје Киш          | 291         |
| 2.   | Георг Штрајтбергер | 227         |
| 3.   | Ивица Костелић     | 223         |
| 4.   | Михаел Валхофер    | 214         |
| 5.   | Ханес Рајхелт      | 207         |

| Поз. | Такмичар           | Број бодова |
| ---- | ------------------ | ----------- |
| 1.   | Тед Лигети         | 383         |
| 2.   | Аксел Лунд Свиндал | 306         |
| 3.   | Сипријен Ришар     | 303         |
| 4.   | Ћетил Јансруд      | 240         |
| 5.   | Карло Јанка        | 235         |

| Поз. | Такмичар         | Број бодова |
| ---- | ---------------- | ----------- |
| 1.   | Ивица Костелић   | 478         |
| 2.   | Жан-Батист Гранж | 442         |
| 3.   | Андре Мирер      | 423         |
| 4.   | Марио Мат        | 407         |
| 5.   | Марсел Хиршер    | 326         |

| Поз. | Такмичар           | Број бодова |
| ---- | ------------------ | ----------- |
| 1.   | Ивица Костелић     | 345         |
| 2.   | Кристоф Инерхофер  | 219         |
| 3.   | Ћетил Јансруд      | 145         |
| 4.   | Силван Цурбриген   | 143         |
| 5.   | Аксел Лунд Свиндал | 120         |

## Поредак – жене
| Поз. | Такмичарка     | Број бодова |
| ---- | -------------- | ----------- |
| 1.   | Марија Риш     | 1728        |
| 2.   | Линдси Вон     | 1725        |
| 3.   | Тина Мазе      | 1139        |
| 4.   | Елизабет Гергл | 992         |
| 5.   | Џулија Манкусо | 976         |

| Поз. | Такмичарка     | Број бодова |
| ---- | -------------- | ----------- |
| 1.   | Линдси Вон     | 650         |
| 2.   | Марија Риш     | 457         |
| 3.   | Џулија Манкусо | 367         |
| 4.   | Елизабет Гергл | 333         |
| 5.   | Анја Персон    | 295         |

| Поз. | Такмичарка     | Број бодова |
| ---- | -------------- | ----------- |
| 1.   | Линдси Вон     | 560         |
| 2.   | Марија Риш     | 389         |
| 3.   | Џулија Манкусо | 315         |
| 4.   | Лара Гут       | 272         |
| 5.   | Анја Персон    | 182         |

| Поз. | Такмичарка           | Број бодова |
| ---- | -------------------- | ----------- |
| 1.   | Викторија Ребензбург | 435         |
| 2.   | Теса Ворли           | 358         |
| 3.   | Танја Поутијајнен    | 240         |
| 4.   | Елизабет Гергл       | 236         |
| 4.   | Федерика Брињоне     | 212         |

| Поз. | Такмичарка              | Број бодова |
| ---- | ----------------------- | ----------- |
| 1.   | Марлис Шилд             | 680         |
| 2.   | Танја Поутијајнен       | 511         |
| 3.   | Марија Риш              | 470         |
| 4.   | Марија Пијетиле Холмнер | 387         |
| 5.   | Вероника Зузулова       | 362         |

| Поз. | Такмичарка     | Број бодова |
| ---- | -------------- | ----------- |
| 1.   | Линдси Вон     | 220         |
| 2.   | Тина Мазе      | 212         |
| 3.   | Марија Риш     | 205         |
| 4.   | Елизабет Гергл | 185         |
| 5.   | Никол Хосп     | 112         |

## Поредак – куп нација
| Поз. | Држава           | Број бодова |
| ---- | ---------------- | ----------- |
| 1.   | Аустрија         | 10404       |
| 2.   | Швајцарска       | 6376        |
| 3.   | Италија          | 5168        |
| 4.   | Француска        | 4999        |
| 5.   | Сједињене Државе | 4931        |

| Поз. | Држава     | Број бодова |
| ---- | ---------- | ----------- |
| 1.   | Аустрија   | 5684        |
| 2.   | Швајцарска | 4164        |
| 3.   | Италија    | 3036        |
| 4.   | Француска  | 3006        |
| 5.   | Шведска    | 1648        |

| Поз. | Држава           | Број бодова |
| ---- | ---------------- | ----------- |
| 1.   | Аустрија         | 4720        |
| 2.   | Немачка          | 3480        |
| 3.   | Сједињене Државе | 3436        |
| 4.   | Швајцарска       | 2212        |
| 5.   | Француска        | 2132        |